# Palaemonetes antrorum
Palaemonetes antrorum é uma espécie de crustáceo da família Palaemonidae.
É endémica dos Estados Unidos da América.